# Cratere Stearns
Stearns è un cratere lunare di 38,94 km situato nella parte nord-occidentale della faccia nascosta della Luna.